# ウィリアム・サリ
ウィリアム・トーマス・サリ(William Thomas Sali, 1954年2月17日 - )は、アメリカ合衆国の政治家、弁護士。共和党に所属し、連邦下院議員(アイダホ州1区)、アイダホ州下院議員を歴任した。
共和党内でも保守的な存在として知られ、社会保守主義者や財政保守主義者とみなされている。

## 経歴
1954年2月17日、サリはアメリカ合衆国オハイオ州ポーツマスで生まれた。1972年、アイダホ州・ボイシにあるキャピタル高校(en)を卒業後、ボイシ州立大学に進学した。1981年に経営学学士(BBA)を取得し卒業。1984年にはアイダホ大学で法務博士（専門職）を取得して卒業し、弁護士資格を得た。
1990年、アイダホ州下院議員に初当選。社会・経済問題に対して保守的な立場を維持し続けたため、共和党穏健派である州下院指導部の怒りを買うこともあった。州下院保健・福祉委員会の副委員長、保健医療に関する特別委員会の委員長を務めた。また、商工観光委員会、人事委員会、司法・規則・行政委員会の委員も務めた。
2006年の下院議員選挙では、アイダホ州第1選挙区選出の共和党現職議員ブッチ・オッターが州知事選への出馬を表明していたため、党指名が空席となっていた。サリは立候補を表明し、5月の共和党予備選を得票率25.6％、約5000票差の接戦をものにした。総選挙では、ディック・チェイニー副大統領やデニス・ハスタート下院議長らの支援を受け、民主党のラリー・グラントを11,900票差で破って当選を果たした。
2008年、サリは再選を目指して立候補を表明。2008年5月の共和党予備選挙で勝利するも、総選挙では民主党のウォルト・ミニックに4,200票差で敗れた。アイダホ州で民主党候補が下院議員選挙で当選するのは、ラリー・ラロッコ(1991年-1995年)以来のことだった。サリの選挙陣営は選挙費として117万ドルを費やし、NRCC(全国共和党下院委員会)から474,000ドル、成長クラブ・全米ライフル協会・生まれる権利を守る全米委員会などから177,000ドルの資金を調達したが、2008年選挙で落選した現職共和党下院議員14名のうち、選挙資金が200万ドルを切ったのはサリだけだった。

## 政策・主張
サリは社会保守主義者とみなされており、特に中絶問題では熱心な「プロライフ(人工妊娠中絶に反対し、胎児の生命を尊重する立場)」として知られている。

### 州児童医療保険プログラム (SCHIP)
2007年、ジョージ・W・ブッシュ政権は、「州児童医療保険プログラム（State Children's Health Insurance Program）」(SCHIP)の拡充に反発していた。SCHIPは、貧困家庭かつ無保険の児童(18歳以下)を対象とする医療保険制度で「1997年均衡予算法(Balanced Budget Act of 1997)」に基づいて実施された。しかし、SCHIPに関する規定は限時法であり、制定から10年後の2007年度に失効することが決まっていた。第110議会で多数党を占めた民主党はSCHIPの延長と拡大を行い、予算5年250億ドルから5年600億ドルへ増額するよう求めたが、ブッシュ政権は5年間300億ドルの増額に止める方針を示した。2007年9月28日、SCHIPの大幅な拡充を求めるHR 976(Children’s Health Insurance Program Reauthorization Act of 2007)が民主党などの賛成により、成立した。同法案は、たばこ製品にかかる連邦消費税の増税を財源にしており、保険制度の対象範囲が成人に広がっている点や不法移民の受給を防ぐ手段が十分ではない点で共和党議員から批判を受けた。同法案は10月3日にブッシュ大統領によって拒否権が行使された。
サリは10月6日の声明で、SCHIPの拡充法案について納税者の負担をもたらすとして批判している。法案は国民皆保険の導入に向けた下準備だと述べ、高所得者の成人や不法滞在者にも対象が適用されている点を問題視した。また、そもそも現行のSCHIP制度についても、不適切な支払いの対策が不十分だとし、無駄や問題を抱えていると述べた。その後、HR976に行使された拒否権のオーバーライドを求めて、下院で再び投票が行われたが、サリら共和党の大多数が反対票を投じたため、成立に必要な議席数の3分の2に届かず、HR976は不成立に終わった。

### 反多文化主義
サリはキリスト教徒であり、アメリカ合衆国をキリスト教の原則に基づいて建てられた国と捉えている。そのため、宗教的多様性や文化的多様性に非寛容な態度を取ってきた。
2007年8月、サリは、アメリカ政治における「キリスト教の遺産」の劣化と多文化主義の台頭に対する懸念を表明した。特に2006年の下院議員選挙で初のイスラム系議員となったキース・エリソンや、ラジャン・ゼッド(Rajan Zed)が行ったヒンドゥー教の祈り(en)に言及し、「アメリカはキリスト教の伝統が失われている」と述べた。さらに、これらの現象は「建国の父たちが思い描いたものではない」と続けた。

### その他の政策・主張
- イラク戦争を支持し、イラクからの米軍撤退を行うすべての法案に反対した[25]。
- 下院移民改革議員団に参加し、不法移民に厳しい態度を取ってきた。ブッシュ大統領は不法移民労働者に対して３年間の労働許可を与える法案を発表したが[26]、サリは「恩赦は国境を守るために何の役にも立たない」と語り、ブッシュの制作を批判した。一方で、ダンカン・ハンター（英語版）議員が推し進めた2006年安全フェンス法（英語版）(詳細はメキシコとアメリカの壁)には賛同した[27]。
- 女性の中絶に反対するプロライフである。2006年には、中絶によって乳がんの罹患率が上昇するとの見解を述べ、批判された[28][29]。

## 選挙結果

### 2006年
| 政党     | 候補者             | 票数    | 得票率 |
| -------- | ------------------ | ------- | ------ |
| 共和党   | ウィリアム・サリ   | 115,843 | 49.9%  |
| 民主党   | ラリー・グラント   | 103,935 | 44.8%  |
| 無所属   | Dave Olson         | 6,857   | 3.0%   |
| 自然法党 | Andy Hedden-Nicely | 2,882   | 1.2%   |
| 立憲党   | Paul Smith         | 2,457   | 1.1%   |

### 2008年
| 政党   | 候補者             | 票数    | 得票率 |
| ------ | ------------------ | ------- | ------ |
| 民主党 | ウォルト・ミニック | 175,898 | 50.6%  |
| 共和党 | ウィリアム・サリ   | 171,687 | 49.4%  |